# Vincenzo Battaglia
Vincenzo Battaglia OFM (ur. 26 lipca 1950 w Trypolisie) – włoski franciszkanin, duchowny katolicki, teolog, od 2002 do 2017 przewodniczący Papieskiej Międzynarodowej Akademii Mariologicznej.

## Życiorys
Vincenzo Battaglia urodził się w Trypolisie 26 lipca 1950. Po utworzeniu Królestwa Libii rodzina przeniosła się do Włoch. Po ukończeniu w 1970 Państwowego Liceum “Augusto” w Rzymie Vincenzo Battaglia wstąpił do Zakonu Braci Mniejszych w prowincji rzymskiej pw. Apostołów Piotra i Pawła. Śluby wieczyste złożył 13 października 1974. Studia filozoficzno-teologiczne odbył na rzymskim Antonianum. Święcenia kapłańskie przyjął 28 czerwca 1975. Następnie kontynuował studia teologiczne na Papieskim Uniwersytecie Gregoriańskim. W 1982 obronił pracę doktorską o chrystologii Christiana Duquoca napisaną pod kierunkiem Jeana Galota. Od 1979 jest wykładowcą Papieskiego Uniwersytetu Antonianum. Kilkakrotnie pełnił urząd dziekana wydziały teologicznego tej uczelni. W 2002 papież Jan Paweł II mianował o. Bataglię przewodniczącym Papieskiej Międzynarodowej Akademii Mariologicznej. Benedykt XVI ponowił nominację w 2007 oraz w 2012 do 2017.

## Wybrana bibliografia
- 1983 − Un Gesù “politico” per l'uomo d'oggi? La cristologia di Christian Duquoc (seria Bibliotheca Pontificii Athenaei “Antonianum” 22), Rzym.
- 1985 − L’incarnazione. Attualità di un messaggio. Studio interdisciplinare, Mediolan.
- 1988 − Vivere l’Alleanza. Approccio interdisciplinare alla Regola Francescana (seria Studi e Testi Francescani. Nuova Serie 9), Vicenza.
- 1991 − Gesù Crocifisso Figlio di Dio (seria Spicilegium Pontificii Athenaei Antoniani 30), Rzym ISBN 88-7257-020-4
- 1997 − Cristologia e contemplazione. Orientamenti generali, Rzym ISBN 88-10-50314-7
- 2001 − Il Signore Gesù Sposo della Chiesa. Cristologia e contemplazione vol.2, Rzym ISBN 978-88-10-50318-8
- 2011 − Sentimenti e bellezza del Signore Gesù. Cristologia e contemplazione vol.3, Rzym ISBN 978-88-10-50321-8
- 2013 − Gesù Cristo luce del mondo. Manuale di cristologia, Rzym ISBN 88-7257-089-1